# Miel de Granada

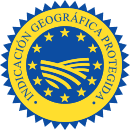
Logotipo de Indicación Geográfica Protegida.

Miel de Granada es una indicación geográfica protegida para la miel procedente de la provincia de Granada (España), que reúne las características definidas en su reglamento y cumple los requisitos exigidos por el mismo. La denominación de origen fue aprobada por Orden de 15 de octubre de 2002 de la Consejería de Agricultura y Pesca de la Junta de Andalucía y publicada en el BOJA n.º 129 de 5 de noviembre de 2002.

## Tipos de miel
Atendiendo a la producción tradicional de Granada, la miel amparada por la Denominación de Origen se clasifica en:
- Miel monofloral de castaño (Castanea sativa).
- Miel monofloral de romero (Salvia rosmarinus).
- Miel monofloral de tomillo (Thymus sp.).
- Miel monofloral de aguacate (Persea americana).
- Miel monofloral de naranjo o azahar (Citrus sp.).
- Miel monofloral de cantueso (Lavandula stoechas).
- Miel de la sierra.
- Miel multifloral.